# Cypsèle (botanique)

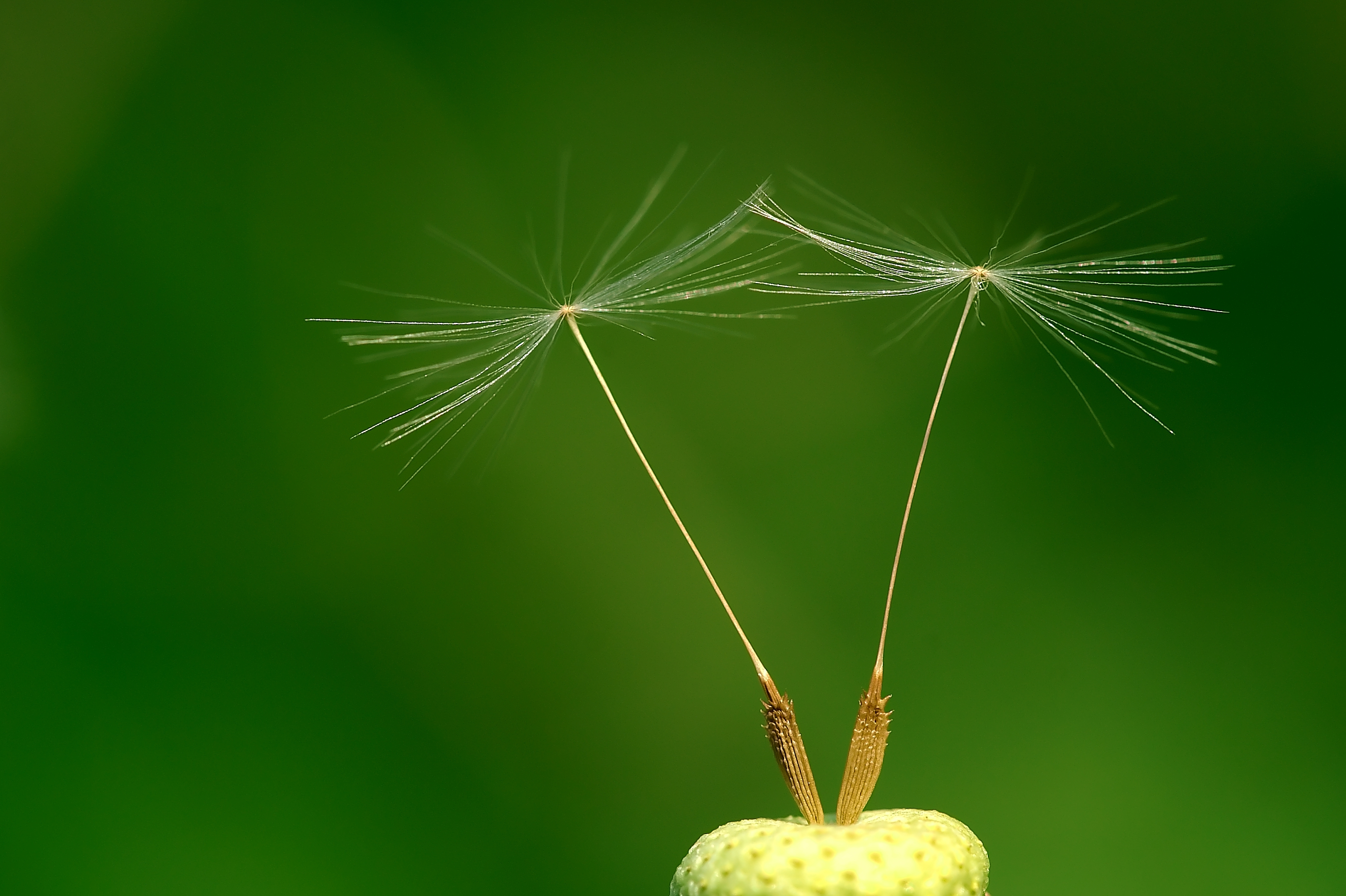
Deux cypsèles avec aigrette en parasol de Taraxacum officinale (Asteraceae).

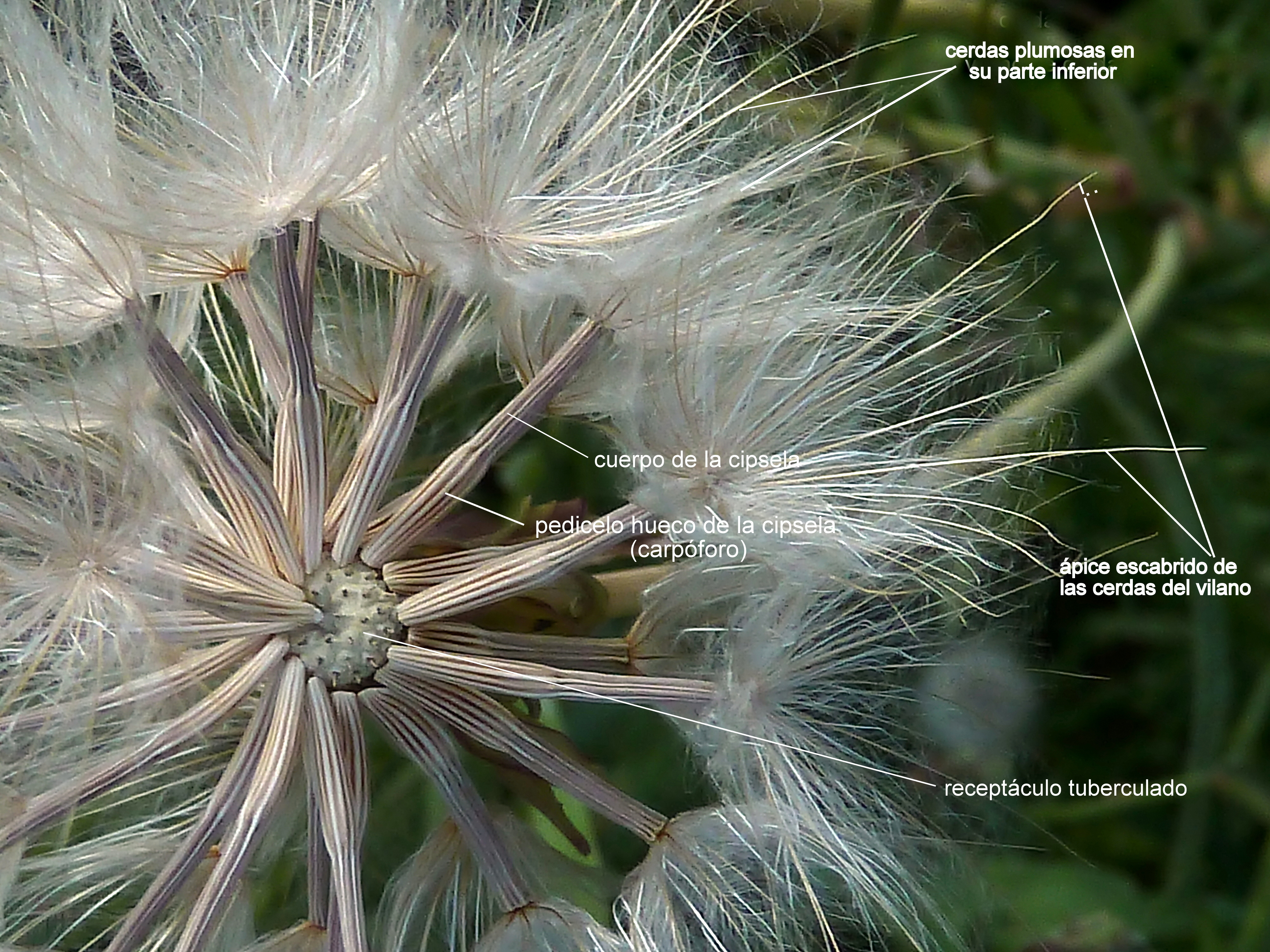
Cypsèles in situ de Podospermum laciniatum avec leur carpophore typique.

En botanique, une cypsèle est un fruit sec indéhiscent dérivant d'un ovaire infère composé. C'est le fruit caractéristique des Asteraceae.

## Morphologie
Une cypsèle est  formée par un akène issu d'un  ovaire infère bicarpellé (hypoakène) avec un péricarpe dur séparé de la graine. La cypsèle peut être parfois ornée de petits crochets pour favoriser son adhérence à la fourrure des animaux (exozoochorie) ou à d'autres types de surfaces. Elle est souvent couronnée par une structure apicale, le pappus (ou aigrette), qui est une touffe de restes du calice transformés en poils ou en écailles, parfois en forme de parasol, facilitant la dispersion par anémochorie. En raison de la confusion ou de la coutume, le terme « cypsèle  » est souvent utilisé de manière restrictive, c'est-à-dire uniquement pour ce type d'akène avec pappus, bien qu'il devrait être appliqué à tous les types d'akène bicarpellé uniloculaire, qu'ils aient ou non ledit pappus .
La morphologie des cypsèles de cette famille a une valeur taxinomique marquée  et elles sont d'une importance capitale pour l'identification et la différenciation des taxons, au moins jusqu'au niveau générique.
Les cypsèles de certains genres de la  famille des Asteraceae (par exemple Podospermum et Stevia) ont un pédoncule creux soutenant le corps proprement dit du fruit et qui, aux stades de développement antérieurs à la fructification, soutenait l'ovaire. Il est connu sous le nom de «  carpophore ». Ce type de pédoncule n'est pas exclusif à la famille des Asteraceae et existe également dans d'autres familles de plantes.
Outre la famille des Asteraceae, il existe également des cypsèles, par exemple chez les Dipsacaceae.
- Nota : Le terme « cypsèle » devrait être appliqué systématiquement pour les fruits des Asteraceae au lieu d'akène, car ce ne sont pas, à proprement parler, des akènes, puisque ces derniers sont des fruits qui dérivent d'un ovaire supère unicarpellé, et les fruits des Asteraceae dérivent tous d'un ovaire infère bicarpellé.

## Étymologie
Le terme « cypsèle » dérive du grec ancien, Κμπσελή (kypsela), qui signifie « boîte, coffre ». C'est un terme créé par le botaniste français Charles-François Brisseau de Mirbel en 1815, dans ses Éléments de physiologie végétale et de botanique, qui le définit ainsi :

« La Cypsèle - Ce fruit monocéphale, qui appartient à la nombreuse famille des Synanthérées, et qui la caractérise très-bien, est régulier, si ce n’est à sa base qui, presque toujours, est tronquée obliquement. Il fait corps avec le calice, et il est couronné par son bord, prolongé souvent en écailles, en arêtes ou en aigrette. Un pédicelle, plus ou moins visible l'unit à un clinanthe environné d'un involucre. Le péricarpe est ligneux, membraneux ou succulent ; il n'a qu'une loge et qu'une graine. La graine ne tient au péricarpe que par le funicule qui s'attache à la base de la loge. L'embryon est charnu ; il a deux cotylédons, et il est dépourvu de périsperme ; il remplit toute la cavité d’un tegmen membraneux ; la radicule aboutit au hile. »